# Nationaal Publiciteits Bureau

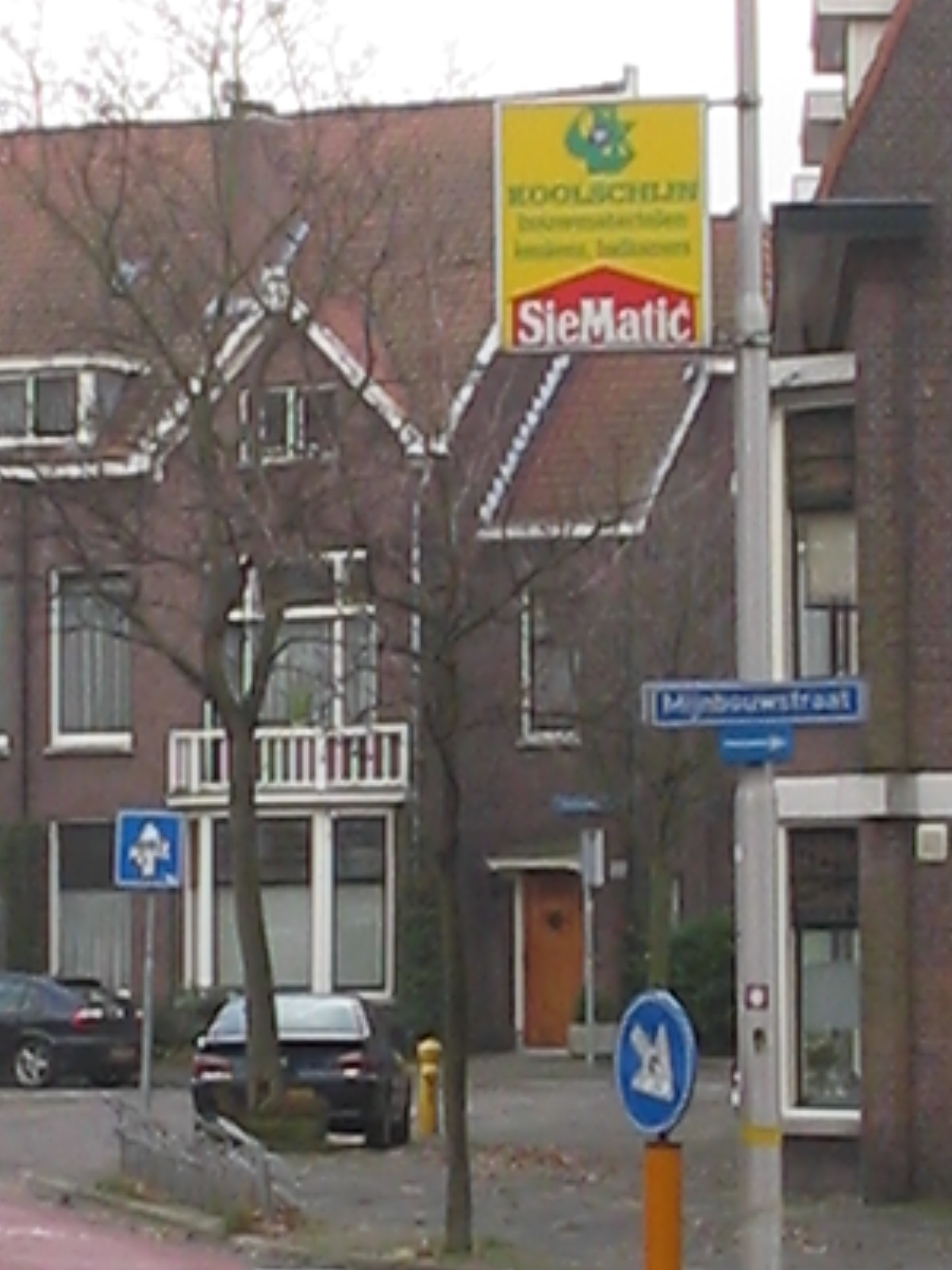
Lichtmastreclame in Delft als onderdeel van de straatstoffering

Het Nationaal Publiciteits Bureau, sinds 2016 bekend als NPB Media, is een Nederlandse onderneming die voor het bedrijfsleven en gemeenten buitenreclame verzorgt zoals al dan niet digitale lichtmastreclame, stadsklokken en rotondereclame.

Het bedrijf heeft ca 40 werknemers in dienst. Het hoofdkantoor is gevestigd in Haarlem. 

## Geschiedenis
Het Nationaal Publiciteits Bureau is officieel op 13 januari 1937 opgericht door Jan Lanting, maar de eerste activiteiten dateren vanaf 1932.

NPB was de eerste onderneming in Nederland die lichtmastreclame aan het bedrijfsleven aanbood. In 1937 werd een concessie daarvoor verleend door de dienst Stadsuitbreiding van de gemeente Groningen (stad). Lichtmastreclames, een vorm van buitenreclame, zijn lichtbakken of onverlichte borden met reclameuitingen die op minimaal drie meter hoogte aan lantaarnpalen bevestigd zijn. De borden waren lange tijd uitgevoerd in emaille. Tegenwoordig zijn de platen van Polycarbonaat (Lexan).
Er werden met gemeenten ook overeenkomsten over andere manieren van reclamemaken in de openbare ruimte afgesloten. Zo kreeg het bedrijf in de jaren 30 het alleenrecht om in onder andere Breda, Oss en Hengelo (Overijssel) reclametegels in de trottoirs te plaatsen, stadsklokken met reclame aan te brengen in Leiden en mocht het in 1964 een van de twee lichtkranten in de Amsterdamse binnenstad exploiteren.

In 1982 werd oprichter Jan Lanting opgevolgd door zijn zoons Albert-Jan, Arthur en Rob. Zij traden in 2016 terug.
In oktober 2016 werd de naam van de onderneming gewijzigd in NPB Media. Deze verandering volgde op de overname van het Nationaal Publiciteits Bureau door investeringsmaatschappij Scheybeeck en Peter Paul Blommers. In december 2019 nam Suurland Outdoor B.V. de informatiekasten met stadsplattegronden over van NPB Media. 

## Energiebesparingsontwikkelingen
In 2008 werd een begin gemaakt met lichtmastreclames met LED-verlichting in plaats van TL verlichting. Assen en Leeuwarden hadden de primeur. In 2013 werden de 600 lichtmastreclamebakken in Den Haag voorzien van energiezuinige lampen.